# Shushanik
Shushanik, in armeno Շուշանիկ?, in georgiano შუშანიკი?, corrispondente al nome italiano di Susanna (Armenia, 440 – Tsurtavi, 475), è stata una regina georgiana.
Di fede cristiana, venne uccisa dal marito Varsken nella città di Tsurtavi, in Georgia. Difese fino alla morte il diritto di professare il cristianesimo. Il suo martirio è stato descritto nell'opera agiografica Martirio della santa regina Shushanik del suo confessore Giacobbe (Iakob Tsurtaveli).
Shushanik, figlia del generale armeno (sparapet) Vardan Mamikonian, sposò l'eminente signore feudale (pitiakhsh)  Varsken, figlio di Arshusha, il quale venne ad opporsi a Vakhtang I Gorgasali, re di Kartli, schierandosi a fianco dei persiani. Varsken abiurò il Cristianesimo adottando lo zoroastrismo. Uccise la sua sposa dopo che lei si rifiutò di sottomettersi al suo ordine di abbandonare la fede cristiana. Varsken stesso fu messo a morte dal re Vakhtang nel 482.
Shushanik è stata canonizzata dalle chiese armene e georgiane. La ricorrenza viene celebrata il 17 ottobre.